# Гарсия, Уго Аллан
Уго Аллан Гарсия Молина (исп. Hugo Allan García Molina; род. 1 апреля 1963, Гватемала) — гватемальский легкоатлет, выступавший в беге на средние и длинные дистанции и беге с препятствиями. Участник летних Олимпийских игр 1984 года, чемпион Центральноамериканских игр 1986 года, двукратный серебряный призёр Центральноамериканских игр 1990 и 1997 годов.

## Биография
Уго Аллан Гарсия родился 1 апреля 1963 года.
В 1983 году завоевал бронзовую медаль Иберо-Американского чемпионата по лёгкой атлетике в Барселоне в беге на 1500 метров.
Трижды участвовал в летних Универсиадах в 1983 году в Эдмонтоне, в 1985 году в Кобе и 1987 году в Загребе, но ни разу не выходил в финал. Лучший результат показал в 1985 году в беге на 3000 метров с препятствиями, заняв 8-е место с национальным рекордом — 8 минут 46,45 секунды.
В 1984 году вошёл в состав сборной Гватемалы на летних Олимпийских играх в Лос-Анджелесе. В беге на 1500 метров занял в четвертьфинале 9-е место, показав результат 3.57,59 и уступив 17,17 секунды попавшему в полуфинал с 7-го места Тапфуманеи Джонге из Зимбабве. В беге на 3000 метров с препятствиями занял в четвертьфинале 11-е место с результатом 9.02,41, уступив 23,98 секунды попавшему в полуфинал с 8-го места Джону Грегореку из США.
Трижды выигрывал медали Центральноамериканских игр: золотую в 1986 году в Гватемале в беге на 1500 метров, серебряные в беге на 3000 метров с препятствиями в 1990 году в Тегусигальпе и в 1997 году в Сан-Педро-Суле.
В 1987 году участвовал в Панамериканских играх в Индианаполисе, где занял 7-е место в беге на 10 000 метров (29.36,43) и 9-е в беге на 5000 метров (14:37.62).
В том же году выступал на чемпионате мира в Риме, где выбыл в полуфинале бега на 5000 метров (14.08,72).

## Личные рекорды
- Бег на 1500 метров — 3.53,50 (1985)[6]
- Бег на 3000 метров с препятствиями — 8.46,45 (1985)[6]